# Waterpipe Beach
Der Waterpipe Beach ist ein flacher Kiesstrand auf Signy Island im Archipel der Südlichen Orkneyinseln. Er liegt am Westufer der Borge Bay.
Wissenschaftler der britischen Discovery Investigations kartierten ihn im Jahr 1933. Dies wiederholte der Falkland Islands Dependencies Survey im Jahr 1947. Namensgebend ist ein Wasserrohr, das von einer Pumpstation am südlichsten See des Three Lakes Valley bis zu diesem Strand führte und der Wasserversorgung für norwegische Walfangschiffe zwischen 1920 und 1930 diente.